# U.K. (album)
U.K. – debiutancki album supergrupy UK, wydany w 1978. W 2016 album został zremasterowany i dołączony do zestawu „Ultimate Collector's Edition”.
W 2015 roku magazyn „Rolling Stone” uznał go za 30. najlepszy album rocka progresywnego wszech czasów.

## Spis utworów
| 1. | „In the Dead of Night” (Jobson, Wetton)                 | 5:38  |
|    |                                                         |       |
| 2. | „By the Light of Day” (Jobson, Wetton)                  | 4:32  |
|    |                                                         |       |
| 3. | „Presto Vivace and Reprise” (Jobson, Wetton)            | 2:58  |
|    |                                                         |       |
| 4. | „Thirty Years” (Wetton, Jobson, Bruford)                | 8:05  |
|    |                                                         |       |
| 5. | „Alaska” (Jobson)                                       | 4:45  |
|    |                                                         |       |
| 6. | „Time to Kill” (Jobson, Wetton, Bruford)                | 4:55  |
|    |                                                         |       |
| 7. | „Nevermore” (Holdsworth, Jobson, Wetton)                | 8:09  |
|    |                                                         |       |
| 8. | „Mental Medication” (Holdsworth, Bruford, Jobson)[a][1] | 7:21  |
|    |                                                         |       |
|    |                                                         | 46:23 |
|    |                                                         |       |

## Skład
- John Wetton – wokal, gitara basowa
- Bill Bruford – perkusja
- Eddie Jobson – skrzypce, instrumenty klawiszowe
- Allan Holdsworth – gitara

oraz
- Stephen W. Tayler – inżynier dźwięku, mixing